# لند، اتریش
لند  (به آلمانی: Lend) یک منطقهٔ مسکونی در اتریش است که در ناحیه تسل آم زه واقع شده‌است. لند  ۲۹٫۳۷ کیلومتر مربع مساحت دارد ۶۶۳ متر بالاتر از سطح دریا واقع شده‌است.